# إجناسيو كويروس
إجناسيو كويروس (بالإسبانية: Ignacio Quirós)‏ هو ممثل إسباني وأرجنتيني، ولد في 1931 بفيغو في إسبانيا، وتوفي في 12 ديسمبر 1999 ببوينس آيرس في الأرجنتين بسبب سرطان.

## أعمال

### أفلام
- (1958) في الظلام الحارق

## وصلات خارجية
- إجناسيو كويروس على موقع IMDb (الإنجليزية)
- إجناسيو كويروس على موقع قاعدة بيانات الفيلم (الإنجليزية)